# Džepčište
Džepčište (makedonsky: Џепчиште, albánsky: Xhepçishti) je vesnice v Severní Makedonii. Nachází se v opštině Tetovo v Položském regionu.

## Geografie
Vesnice se nachází v severní části oblasti Dolního Pologu. Nachází se 4 km severně od města Tetovo. Rozloha vesnice je 4,5 km2, z čehož 342 hektarů zabírá orná půda - vesnice tedy slouží primárně k zemědělství. 
Nachází se u silnice vedoucí k hranicím s Kosovem.

## Historie
Vesnice je poprvé zmíněna v letech 1467/68 v osmanských sčítacích knihách. Podle nich zde žilo 60 rodin, 2 svobodné ženy a 6 vdov, všichni byli křesťané.
Na konci 19. století byla vesnice součástí opštiny Tetovo, která spadala pod nadvládu Osmanské říše.
Podle statistiky Vasila Kančova z roku 1900 žilo ve vesnici 465 obyvatel, z toho 85 byli Makedonci a 385 Albánci.

## Demografie
Podle posledního sčítání lidu z roku 2002 žije ve vesnici 4 051 obyvatel. Etnickými skupinami jsou:
- Albánci - 3 934 (97,1 %)
- Makedonci - 81 (1,9 %)
- Valaši - 1 (0,02 %)
- ostatní - 35 (0,98 %)

| Rok            | 1948  | 1953  | 1961  | 1971  | 1981  | 1994  | 2002  |
| -------------- | ----- | ----- | ----- | ----- | ----- | ----- | ----- |
| Počet obyvatel | 1 680 | 1 835 | 2 141 | 2 645 | 3 152 | 3 834 | 4 051 |

## Kulturní a historické památky
- Kostel Sv. Matky Boží
- Kostel Sv. Atanasije
- Nejmenší etnologické muzeum na světě